# L'Homme marqué
Pour plus de détails, voir Fiche technique et Distribution.
L'Homme marqué (Three Word Brand) est un film muet américain réalisé par Lambert Hillyer, sorti en 1921.

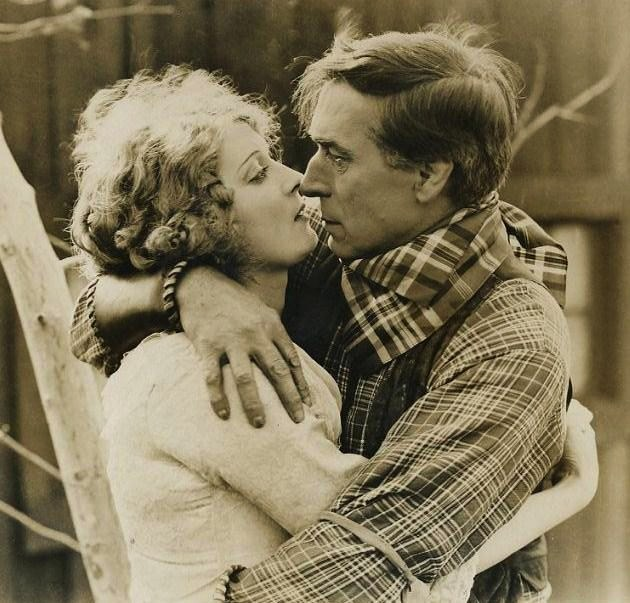
Jane Novak et William S. Hart dans L'Homme marqué

## Synopsis
Ben Trego, un pionnier, envoie ses deux fils jumeaux sur la piste tandis qu'il part combattre les Indiens dans les régions sauvages de l'Utah. Après un combat acharné, les peaux-rouges se rapprochent de lui mais il se suicide en mettant le feu à un baril de poudre à canon, tuant plusieurs des assaillants dans l'explosion. Peu après, ses fils sont recueillis par des cavaliers qui les emmènent à la colonie la plus proche où ils finissent par se faire adopter par différentes familles. L'un des garçons devient un éleveur de bétail connu sous le nom de Three Word Brand, en raison de son manque d'élocution, tandis que l'autre devient gouverneur de l'État. Ayant grandit séparement, aucun des deux ne reconnaît l'autre. Plus tard, un éleveur, George Barton, est accusé de meurtre mais Brand croit en son innocence.
Au même moment, on demande au gouverneur Marsden de signer un projet de loi qui privera les ranchs de la vallée de leur approvisionnement en eau potable. Le gouverneur décide de visiter la vallée et est vu par Brand, qui remarque alors une ressemblance physique avec lui. Il élabore  un plan pour libérer son partenaire de l'accusation de meurtre. Demandant à son contremaître de mener le gouverneur sur de fausses pistes pendant plusieurs jours, Brand compte se rendre Salt Lake City. Profitant de sa ressemblance avec le vrai gouverneur, il va prendre sa place et oppose son veto au projet de loi sur les droits d'eau et signe également une grâce pour son partenaire Barton. Pendant ce temps, le gouverneur est blessé au ranch, où il est pris pour Brand. Ce dernier finit par revenir et les deux jumeaux se rencontrent. Cet entrevue donne à Brand une chance de confondre ses ennemis et convainc également la sœur de son partenaire, Ethel qu'il est digne de se marier avec lui.

## Fiche technique
- Titre original : Three Word Brand
- Réalisateur : Lambert Hillyer
- Scénario : Lambert Hillyer d'après une œuvre de Will Reynolds
- Directeur de la photographie : Joseph H. August
- Producteur : William S. Hart
- Société de production : William S. Hart Productions
- Film muet en noir et blanc

## Distribution
- William S. Hart : Ben Trego
- Jane Novak : Ethel Barton
- S.J. Bingham : George Barton
- J. Gordon Russell	: Bull Yeates
- George C. Pearce : John Murray
- Collette Forbes : la fiancée du gouverneur
- Herschel Mayall : Carroll (non crédité)
- Ivor McFadden : Solly (non crédité)
- Leo Willis : McCabe (non crédité)